# 東北海岸 (北里約格朗德州)
東北海岸（葡萄牙語：Litoral Nordeste）是巴西東北部北里約格朗德州東波蒂瓜爾中區的一個小區。

## 市鎮
東北海岸下轄以下的市鎮：
- 马沙兰瓜皮
- 大佩德拉
- 普雷扎
- 里奧杜福古
- 圣米格尔-杜戈斯托苏
- 泰普
- 托魯斯